# Moritz von Obernitz (Admiral)
Moritz August Julius Georg Albrecht von Obernitz (* 9. August 1869 in Koblenz; † 4. April 1958 in Kiel) war ein deutscher Konteradmiral der Kaiserlichen Marine.

## Leben

### Herkunft
Moritz von Obernitz war ein Sohn des Preußischen Majors Georg von Obernitz (1837–1914), Sohn von Moritz von Obernitz und seiner zweiten Ehefrau Julie, geb. von Keltsch (1800–1842), und Anna, geb. von Reiman (1844–1918), Tochter des Landrats August von Reiman (1805–1866) und Auguste, geb. Sternickel (1817–1886).

### Militärkarriere
Moritz von Obernitz trat im April 1887 in die Kaiserliche Marine ein. Ab September 1909 war er für zwei Jahre Kommandant der Stuttgart. In dieser Position wurde er zum Fregattenkapitän und am 19. August 1911 zum Kapitän zur See befördert. Später war er bis November 1917 der Marinestation der Ostsee zugeteilt. Für einen Monat war der Hafenkapitän in Riga-Dünamünde. Anschließend kam er wieder zur Marinestation der Ostsee. Am 31. Januar 1919 wurde er aus der Marine verabschiedet. Am 18. November 1919 wurde er mit dem RDA vom 17. März 1919 mit dem Charakter als Konteradmiral ausgezeichnet.